# ماریانو آندوخار
ماریانو آندوخار (انگلیسی: Mariano Andújar؛ زاده ۳۰ ژوئیهٔ ۱۹۸۳) یک بازیکن فوتبال اهل آرژانتین است.